# Dawne polskie przejścia graniczne z Litwą
Polskie przejścia graniczne z Litwą – drogowe i kolejowe przejścia na wspólnej polsko-litewskiej granicy.
Na granicy Polski i Litwy do 20 grudnia 2007 znajdowały się cztery przejścia graniczne – trzy drogowe oraz jedno kolejowe. W związku z przystąpieniem Polski i Litwy do Strefy Schengen, z dniem 21 grudnia 2007 wszystkie przejścia graniczne na wspólnej granicy zostały zlikwidowane, a przekraczanie granicy dozwolone jest w dowolnym miejscu.

## Drogowe

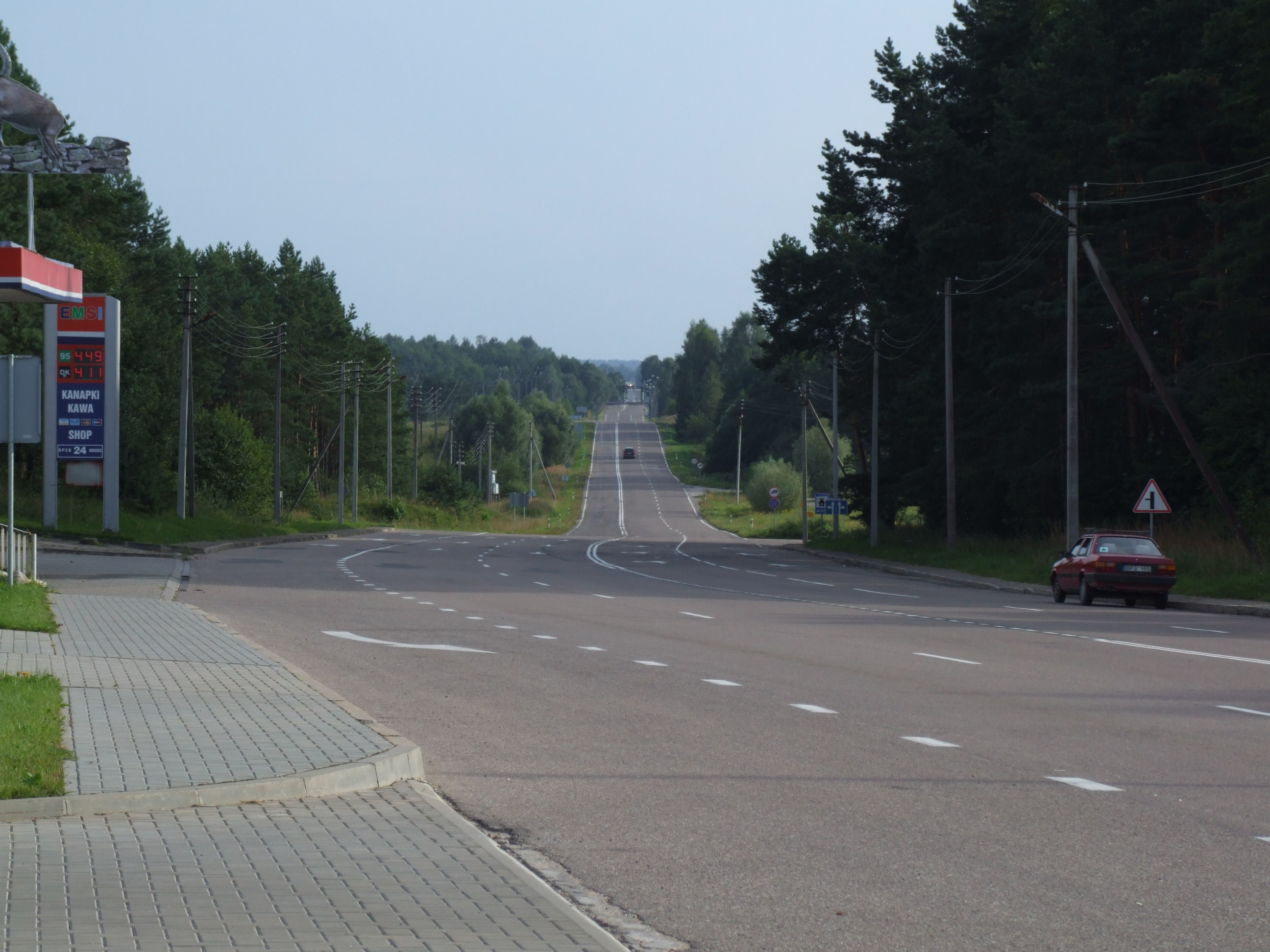
Droga do przejścia granicznego Ogrodniki-Lazdijai - widok od litewskiej strony

- Droga do przejścia granicznego Ogrodniki-Lazdijai - widok od litewskiej stronyBudzisko-Kalwaria(Kalvarija)
- Ogrodniki-Lazdijai
- Berżniki-Kapčiamiestis

## Kolejowe
- Trakiszki-Szestokaj